# The Well of Loneliness
The Well of Loneliness is een roman geschreven door de Engelse auteur Radclyffe Hall en werd voor het eerst gepubliceerd in 1928. De publicatie van de lesbische roman veroorzaakte aanzienlijke controverse en juridische geschillen. Oorspronkelijk afgewezen door drie uitgevers, werd het scipt uiteindelijk geaccepteerd door Jonathan Cape. Cape publiceerde een beperkte oplage om sensatie te voorkomen, en de publicatiedatum werd vervroegd vanwege een concurrerende roman.
De Sunday Express, onder leiding van James Douglas, startte een campagne tegen het boek, waarin het als moreel gevaarlijk werd bestempeld. Jonathan Cape stuurde een kopie naar de Home Secretary, wat leidde tot dreiging van strafrechtelijke vervolging. Cape stopte de publicatie tijdelijk maar verhuurde stiekem de rechten aan Pegasus Press in Frankrijk, waardoor het buiten het Engels recht om gepubliceerd kon worden.
De reacties op het boek waren gemengd, met steun van sommige kranten en oppositie van andere, waaronder de Sunday Express. Een protestbrief tegen het publicatieverbod werd opgesteld door Leonard Woolf en E.M. Forster. Ondanks de controverses kreeg het boek steun van bekende figuren en organisaties.
Ondanks het verbod bleef het boek beschikbaar via Pegasus Press in Frankrijk. In latere jaren werd het heruitgegeven zonder juridische problemen. Het boek is continu in druk gebleven en vertaald in meerdere talen. Verschillende aanpassingen en afgeleide werken, waaronder een toneelstuk en een film, werden geproduceerd in reactie op de controverses rondom de roman.